# Phosphorgips

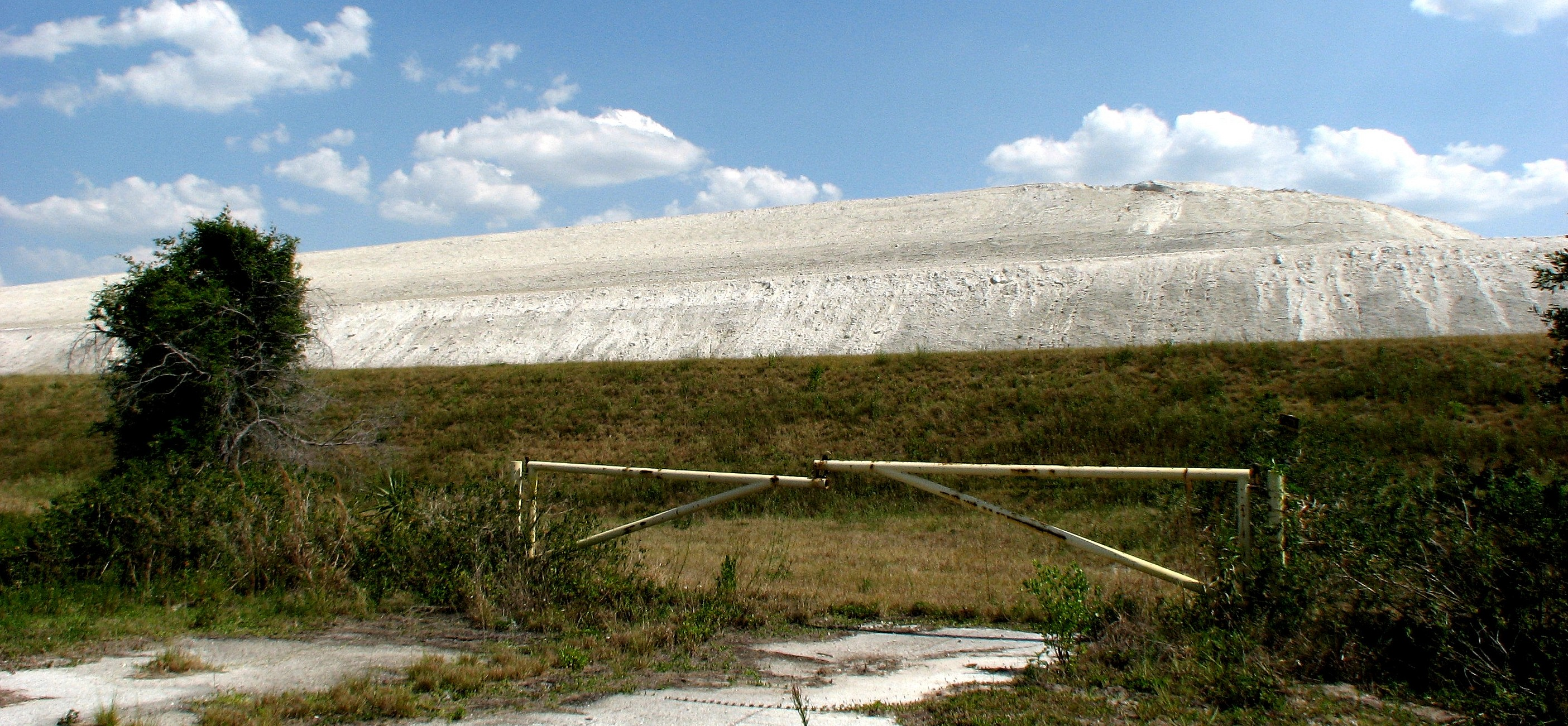
Phosphorgipshalde bei Fort Meade, Florida.

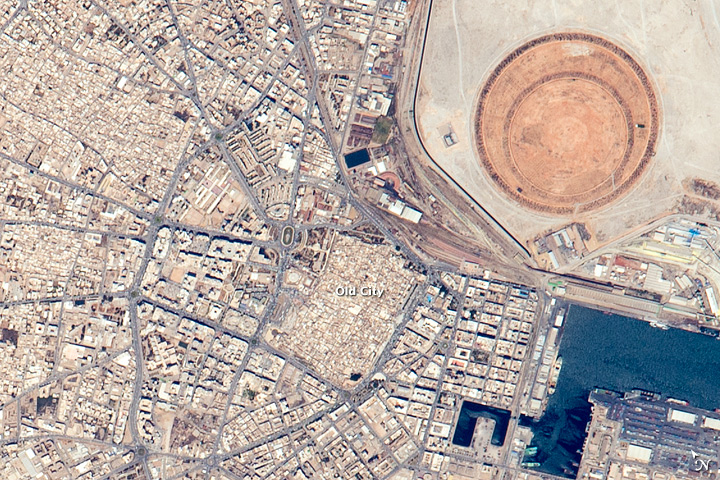
Satellitenfoto von 2015 der Medina von Sfax, Tunesien, mit Teilen des Hafens und der kreisförmigen Geländestruktur des insgesamt 420 ha großen Taparura Entwicklungsprojekts, für das 260 ha durch Ablagerung von Phosphorgips dem Meer abgerungen wurden.

Als Phosphorgips (auch Phosphogips) bezeichnet man den in der Phosphatindustrie in großen Mengen als Nebenprodukt anfallenden Gips. Aufgrund von Verunreinigungen in den Ausgangsprodukten enthält dieser Gips oft radioaktive und chemisch giftige Bestandteile, wie Spuren von Uran oder Radium. Nur etwa 2 % des Phosphorgipses können weiterverwendet werden, weil er wegen des Aufwandes der Reinigung wirtschaftlich nicht mit anderen Gipssorten konkurrieren kann, der Rest wird meist unter freiem Himmel gelagert, zur Abdeckung von Deponien, Verfüllung oder zur Landgewinnung eingesetzt und stellt eine potenzielle Umwelt- und Wasserbelastung bzw. -gefährdung dar. Phosphorgips ist ein klassisches Beispiel für NORM bzw. TENORM also ein natürlich vorkommendes radioaktives Material (NORM), welches durch technologisch-anthropogene Prozesse angereichert wird (TENORM).

## Entstehung
Phosphorgips entsteht durch Umsetzung von Fluorapatit (Ca5(PO4)3F) mit Schwefelsäure (H2SO4) bei der Produktion von Phosphorsäure (H3PO4) entsprechend der Reaktion:
{\displaystyle \mathrm {Ca_{5}(PO_{4})_{3}F\ +\ 5\ H_{2}SO_{4}\ +\ 10\ H_{2}O\ \longrightarrow \ 3\ H_{3}PO_{4}\ +\ 5\ CaSO_{4}\cdot 2\ H_{2}O\downarrow \ +\ HF\uparrow } }
Üblicherweise enthält Phosphatgestein verschiedene Apatit-Minerale, welche entsprechend leicht abweichende Reaktionen eingehen. Gemeinsam ist aber immer die Entstehung (nahezu) wasserunlöslichen Calciumsulfats und gut wasserlöslicher Phosphorsäure. Ersteres wird üblicherweise nicht kommerziell weiter verwendet. Zweiteres ist Grundlage der Phosphatchemie, hauptsächlich der Düngemittelproduktion.

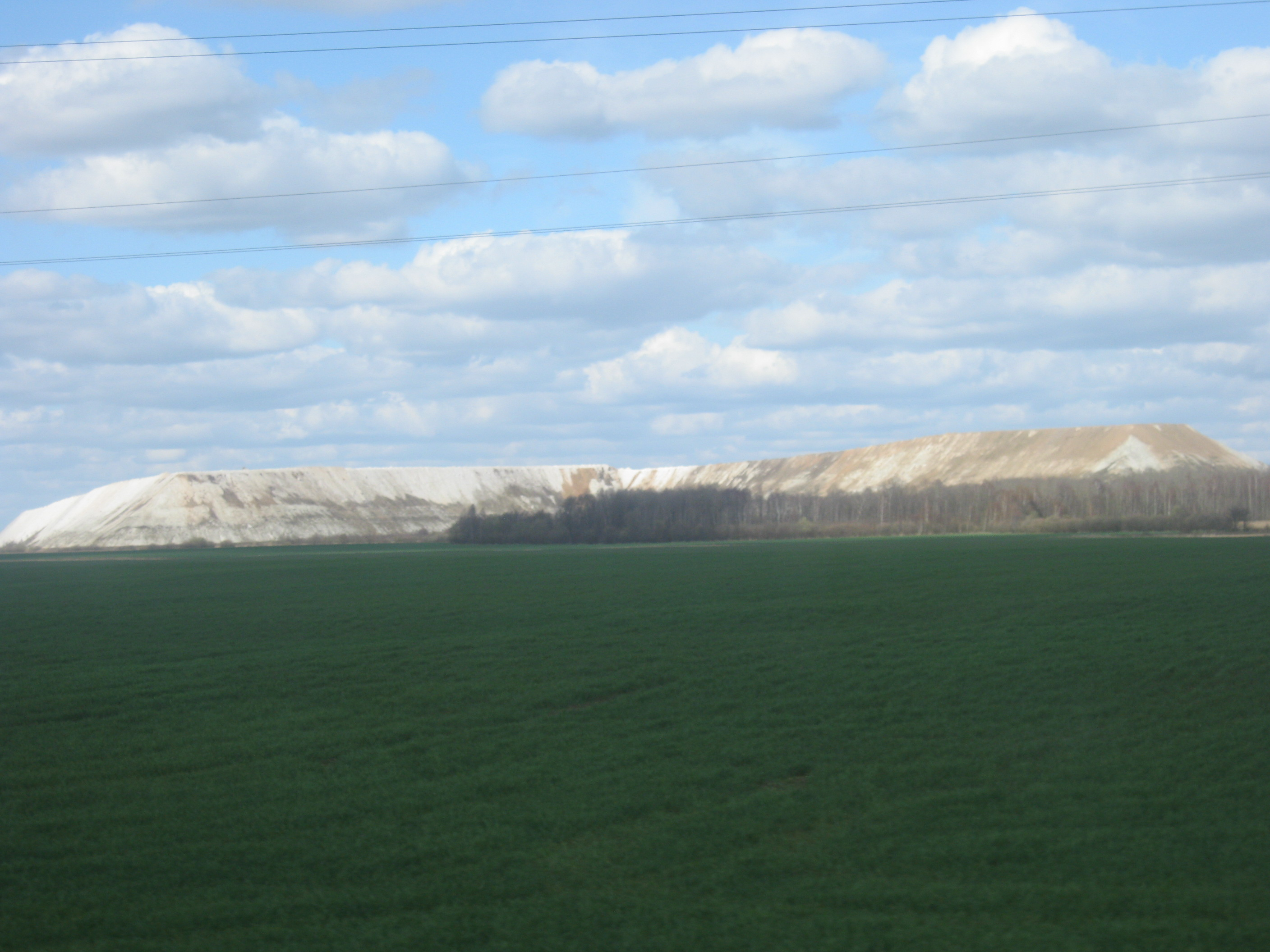
Phosphorgipshalde bei Kėdainiai, Litauen.

## Nebenprodukte
Der bei der Reaktion entstehende gasförmige Fluorwasserstoff (HF) entweicht und wird zur weiteren Verwendung separat aufgefangen. Die im Phosphaterz gegebenenfalls vorhandenen Uranverbindungen liegen nach der Reaktion in der Phosphorsäure gelöst vor und können daraus als Uran(V,VI)-oxid (U3O8) gewonnen werden. Spuren von Radium lassen sich aus dem hergestellten Phosphorgips mit speziellen Reinigungsverfahren abtrennen. Radiumsulfat – die hauptsächlich im Phosphorgips vorgefundene Verbindung des Radiums – ist das Sulfat mit der niedrigsten bekannten Wasserlöslichkeit; selbige ist um Größenordnungen niedriger als jene von Calciumsulfat. Sowohl bei der Entdeckung des Radiums durch Marie Curie und ihren Ehemann Pierre als auch bei der historischen Gewinnung von Radium in der Zeit vor Entdeckung der Kernspaltung machte man sich die unterschiedliche Lösbarkeit der Erdalkalimetall-Sulfate in Wasser zunutze und gewann Radium zum Beispiel über Zusatz von Bariumsulfat durch fraktionierte Kristallisation. Angesichts der kaum noch bestehenden Nachfrage nach Radium und der potenziell ergiebigeren Radiumquelle Uranerz (Verhältnis 226Ra/238U =~300 ppb), ist die Gewinnung von Radium aus Phosphorgips jedoch kaum ökonomisch relevant.

## Nutzung
Je nach Herkunft des Ausgangsmaterials enthält Phosphorgips unterschiedliche Mengen an Verunreinigungen und ist daher mehr oder weniger für bestimmte Verwendungen geeignet. Bei besonders hohen Gehalten an Uran kann dieses ökonomisch gewinnbringend abgetrennt werden (siehe oben). Wenn Grenzwerte für Radioaktivität und Schwermetallbelastung eingehalten werden, kann Phosphorgips auch als Füllstoff im Straßenbau oder für Landgewinnung genutzt werden. Die übergroße Mehrheit wird jedoch in Deponien gelagert. Hierbei ist die Reaktion von Anhydrit mit Wasser zu Gips – wobei sich das Volumen vergrößert – besonders bedenklich, da sie die Stabilität der Halde beeinträchtigen kann. Unzureichend gegen das Grundwasser abgedichtete Deponien stellen vor allem durch Eutrophierung eine Gefahr für die Gewässer dar, da Phosphorgips noch 0,5–1% Phosphor enthalten kann. In den allermeisten Süßgewässern ist Phosphor der Minimumfaktor, dessen Menge die Primärproduktion und damit Algenblüten begrenzt. Da der Unterhalt der Deponien einen Kostenfaktor darstellt, sind die Grenzwerte, ab denen eine Nutzung erfolgen kann, politisch umstritten, da die Vertreter der Phosphatindustrie für höhere Grenzwerte, Vertreter von Umweltorganisationen jedoch für niedrigere Grenzwerte eintreten. In Florida führte in den frühen 2020er Jahren der Plan den Grenzwert für Radium, welches als Zerfallsprodukt des Uran natürlicherweise in Phosphatgestein vorkommt, von 10 ppt Masseanteil auf einen höheren Wert zu ändern, um den Gebrauch von Phosphorgips im Straßenbau zu ermöglichen, zu Protesten und letztlich der Aufgabe dieser Pläne. Der Hauptbestandteil von Phosphorgips – Calciumsulfat – eignet sich prinzipiell als Rohstoff für die Sulfatchemie, jedoch ist aufgrund der hohen benötigen Energiemenge für die Abtrennung von Schwefeloxiden aus CaSO4 und der billigen Verfügbarkeit von Schwefel und dessen Oxiden diese Nutzungsform nur selten wirtschaftlich.